# Azkara
 (novembre 2018).
Si vous disposez d'ouvrages ou d'articles de référence ou si vous connaissez des sites web de qualité traitant du thème abordé ici, merci de compléter l'article en donnant les références utiles à sa vérifiabilité et en les liant à la section « Notes et références ».

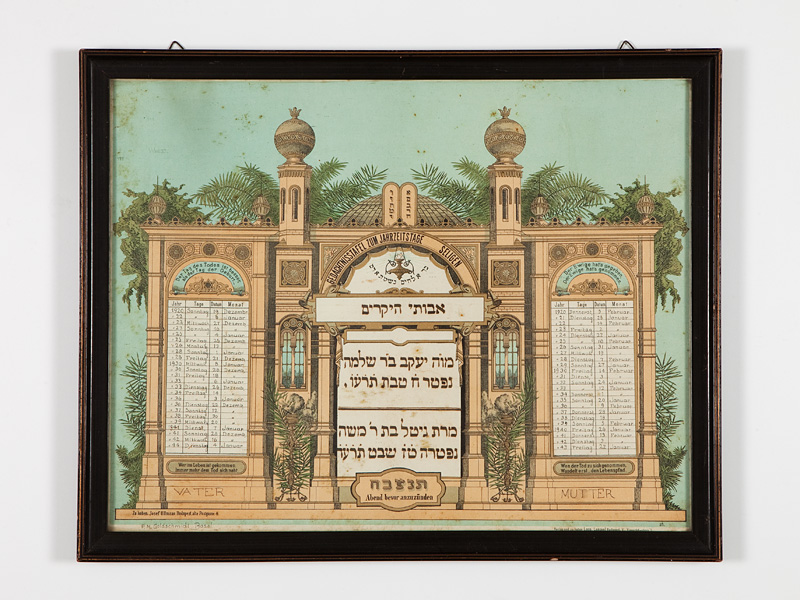
Tableau de Yahrzeit du début du 20e siècle, dans la collection du Musée juif de Suisse.

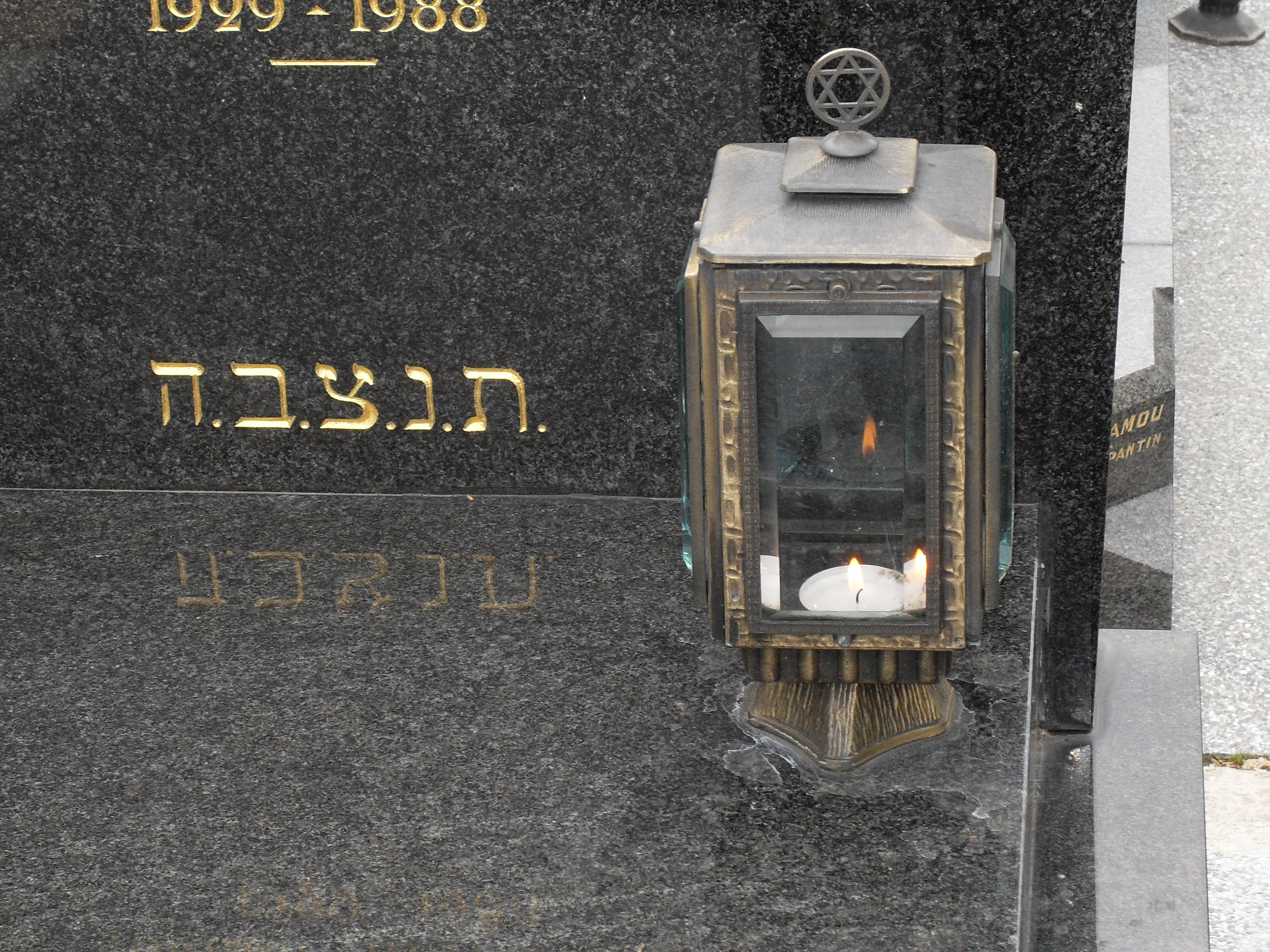
Ner neshama

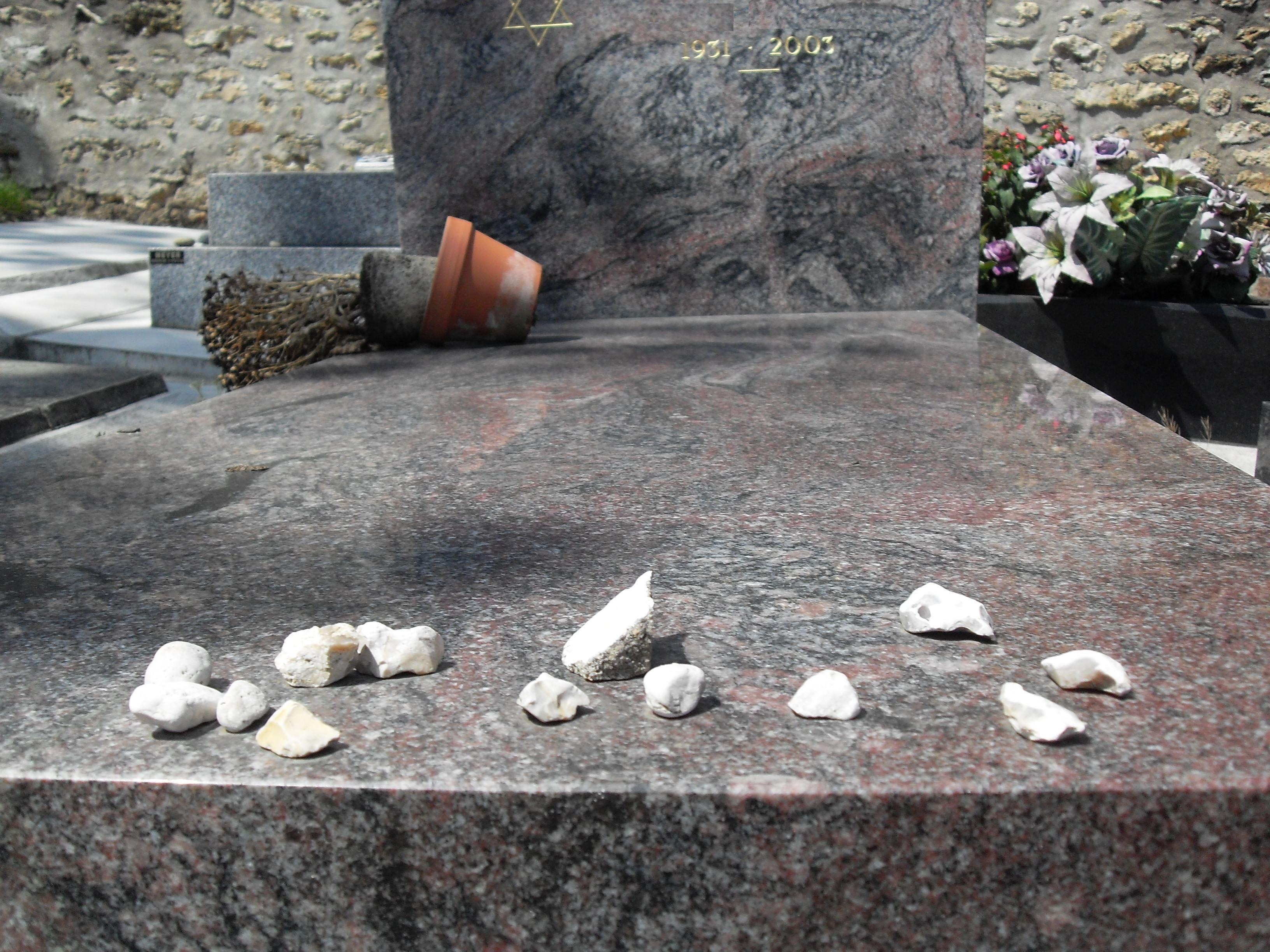
Petits cailloux blancs sur une tombe

La Azkara (אזכרה) ou Hazkara (הזכרה) ou Azguir (הזגיר) est une cérémonie tenue chaque année dans le judaïsme pour commémorer une disparition, à la date hébraïque du décès (le Yahrzeit), sauf la première année du décès, où la Azkara peut se tenir après 11 mois. Afin de suivre la date en question, on utilise des tableaux adaptés. Les tableaux “Jahrzeittafel” indiquent la date de décès d'une personne (parfois deux) selon le calendrier juif pour les années à venir, et servent ainsi aux familles à savoir quand aura lieu la prochaine cérémonie. La plupart du temps, les tableaux sont pré-imprimés et sont adaptés secondairement pour la personne (nom et date de décès). 
La Azkara comporte généralement une visite sur la tombe de la personne disparue, et une lecture de Tehillim, avec quelques prières spécifiques. Le choix des prières et l'ordre de leur lecture varie en fonction de la communauté. La récitation du KADICH nécessite la tenue d'un minyan, souvent difficile à constituer, à moins de faire appel aux membres (Juifs) travaillant dans le cimetière, ou à des volontaires, généralement issus de la Hevra Kaddisha.
Les textes les plus souvent lus sont :
- le Psaume 16
- la lecture de chapitres des Psaumes correspondants au nom hébraïque du défunt 
  - Ex. : pour Abel, Hével en Hébreu (Heh-Vav-Lamed), on lira trois chapitres des Psaumes, l'un dont tous les versets commencent par Heh, le second par Vav, le troisième par Lamed.
- Psaumes de "l'ÂME" (c'est-à-dire Psaumes de NeSHaMaH) : lecture des Psaumes dont les lettres composent le mot âme (נ'ש'מ'ה'), d'après les mêmes règles.
- Récitation du Kaddish des endeuillés, et de El Male Rahamim, qui prie pour le repos de l'âme du défunt sur base du mérite d'être venus sur sa tombe et/ou d'avoir donné la Tzedaka en sa faveur.

La première année, on pose la Matzevah (pierre tombale). Les suivantes, on l'entretient et on l'embellit, non avec des fleurs, mais avec des pierres. Il est de coutume de déposer une pierre non seulement sur la tombe du défunt, mais aussi les tombes adjacentes, surtout celles où la azkara n'est pas faite. Certains allument aussi une Ner neshama (bougie pour l'âme) au dos de la matzevah
Lorsqu'on ignore comment tenir la cérémonie, on peut s'adresser à un membre du cimetière. Il est de coutume de lui laisser une somme d'argent (non fixée) pour le service qu'il rend, mais on la laisse dans son bureau plutôt que de la lui donner en mains propres (auquel cas cela apparaît comme un salaire).

## Les dates de visite au cimetière
Celles-ci varient selon les communautés. Chez les ashkénazes, on se rend au cimetière seulement une fois par an, au mois d'Elloul ou de Tishri. Chez les séfarades, les visites sont plus fréquentes. On peut se rendre au cimetière de préférence les jours suivants (on remarquera qu'il s'agit toujours de veilles de fête) :
- vendredi (veille de Chabbat)
- veille de Roch Hodech (où le jour précédent si elle tombe un Chabbat)
- veille de Roch Hachana
- veille de Yom Kippour

Il n'y a pas de visite au cimetière pendant les fêtes : 
- du 1 au 12 Sivan (fête de Chavouot).
- veille de Roch Hodech Tébeth qui tombe le 5e jour de la fête de Hanoucca
- veille de Roch Hodech Iyar et pendant tout le mois de Nissan, qui est celui des fêtes de Pessa'h